# Мо (Франция)
Мо (фр. Meaux) — город во французском департаменте Сена и Марна, на реке Марна, к северо-востоку от Парижа. Население 54 991 жителей (2017).

## История
В античности Мо назывался сначала Iantinum (Jantinum), затем Civitas meldorum или Meldi (по названию мельдов — галльского племени). С IV в. резиденция епископа. Владение графов Шампанских с 923 по 1361 год.
В августе 1358 года под стенами города отряд графа Гастона де Фуа и Жана де Грайи, капталя де Бюш, истребил восставших «жаков» и присоединившихся к ним парижан, спасши от них герцогинь Жанну Нормандскую и Бланку Орлеанскую.
Один из первых очагов движения гугенотов (в 1567 году принц Конде едва не захватил здесь короля Франции), многие из которых были истреблены в Варфоломеевскую ночь. Родина и основной центр производства сыра бри.

## Достопримечательности
В Мо находятся следующие достопримечательности:
- Позднеготический собор, который постоянно требует реставрации;
- Дворец епископов (XII—XVII вв.), превращённый в музей самого знаменитого из них — Боссюэ («орёл из Мо»); надгробие последнего и несколько памятников ему.
- Музей Великой (Первой мировой) войны 1914—1918 годов в провинции Мо был открыт 11 ноября 2011 года.

## Известные уроженцы города
- Даниэль Чеккальди[фр.] (1927—2003) — французский актёр театра и кино, режиссёр, сценарист. В городе Мо именем Даниэля Чеккальди назван сквер.
- Люка Динь (р. 1993) — французский футболист.